# Heteromorpheae
Heteromorpheae je tribus štitarki. Sastoji se od 13 rodova čije su vrste rasprostranjene po Afričkom kontinentu i Madagaskaru. 
Tribus je opisan 2000.

## Rodovi
1. Pseudocarum C. Norman (2 spp.)
2. Cannaboides B.-E. van Wyk (2 spp.)
3. Pseudocannaboides B.-E. van Wyk (1 sp.)
4. Tana B.-E. van Wyk (1 sp.)
5. Anisopoda Baker (1 sp.)
6. Polemannia Eckl. & Zeyh. (3 spp.)
7. Heteromorpha Cham. & Schltdl. (9 spp.)
8. Normantha P. J. D. Winter & B.-E. van Wyk (1 sp.)
9. Dracosciadium Hilliard & B. L. Burtt (2 spp.)
10. Oreofraga M. F. Watson & E. L. Barclay (1 sp.)
11. Andriana B.-E. van Wyk (3 spp.)
12. Glia Sond. (3 spp.)
13. Anginon Raf. (12 spp.)